# Rechnen auf Linien

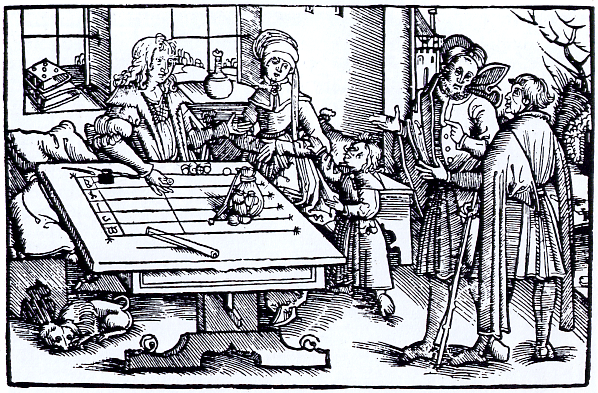
Rechentisch (Holzschnitt, vermutlich aus Straßburg)

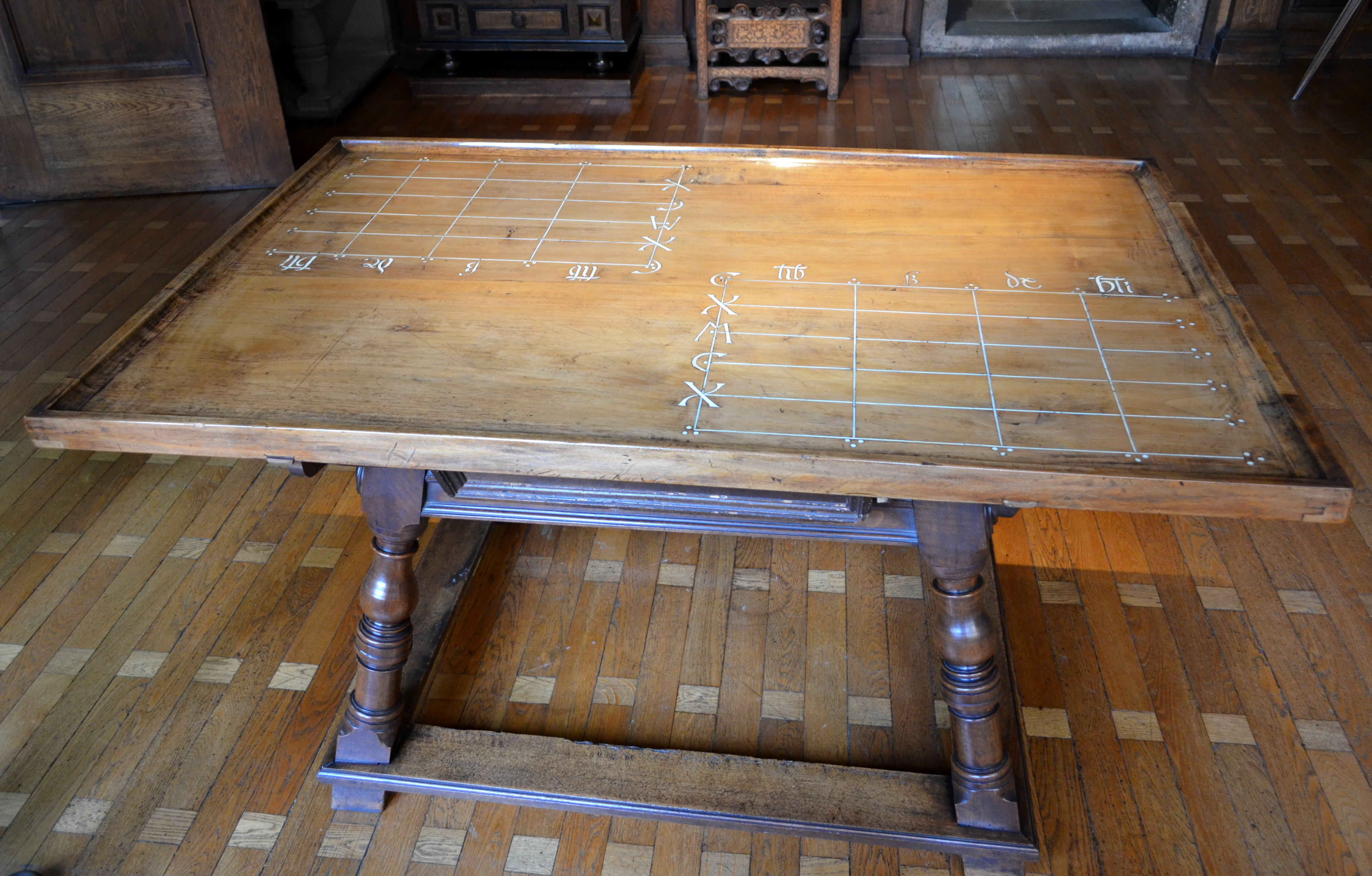
Rechentisch im Straßburger Frauenhausmuseum

Das Rechnen auf Linien ist ein historisches Rechen-Verfahren für die Grundrechenarten. Dabei werden Zahlen mit Rechenpfennigen oder Calculi ausgelegt, verändert und als Ergebnis abgelesen. Die Rechenpfennige werden auf oder zwischen horizontalen Linien positioniert. Je nach Position eines Rechenpfennigs ist ihm ein bestimmter Wert zugewiesen. Das Rechnen auf Linien war im Mittelalter die am meisten verbreitete Rechenmethode. Es wurde von Händlern und Kaufleuten benutzt. Das in Indien erfundene abstrakte schriftliche Rechnen war zu dieser Zeit in Europa noch ungebräuchlich.
Sind die Linien in eine Tafel (zum Beispiel aus Pappe, Holz oder Metall) eingeschnitten, sodass sich bewegliche Stifte oder Knöpfe verschieben lassen, so spricht man von einem Rechenbrett, Rechenknecht, Rechenbogen oder Rechentisch. Bei den Römern wurde das Gerät Abakus genannt.

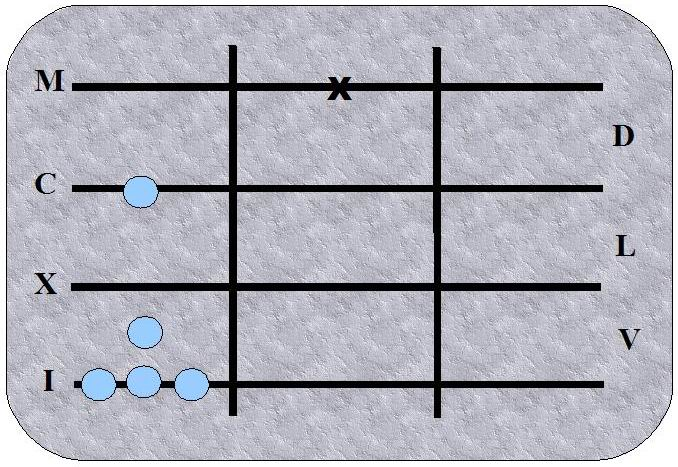
Schema für das Rechnen auf Linien. Die auf den horizontalen Linien und zwischen ihnen liegenden Rechenpfennige stellen die Zahl 108 dar: C + V + I + I + I = 108.

Beim Rechnen auf Linien werden auf einem Tuch, Tisch, Brett oder einer Bank parallele horizontale Linien gemalt oder geritzt. Die Linien dienen zum Kennzeichnen der Einer, Zehner, Hunderter usw. (von unten nach oben). Die Tausenderlinie wird mit einem X gekennzeichnet. Der Zwischenraum (Spatium) zwischen zwei Linien hat jeweils den fünffachen Wert der darunter liegenden beziehungsweise den halben Wert der darüber liegenden Linie, also fünf, fünfzig oder fünfhundert. Dies entspricht den Abstufungen in der römischen Zahlschrift.
Durch vertikale Linien werden die Linien in Spalten eingeteilt. Je nach Rechnung haben die Spalten verschiedene Bedeutung als Rechenoperator (Summand, Minuend, Subtrahend, Faktor, Divisor) oder Rechenergebnis (Summe, Differenz, Produkt, Quotient). Bei einfachen Auslegungsübungen bedeuten sie auch beispielsweise Münzen verschiedener Wertigkeiten wie Gulden, Groschen und Pfennig.
Das Auslegen der Aufgabe und das Ablesen des Ergebnisses erfolgt entsprechend den römischen Zahlen. Für jeweils einen Einer, Fünfer, Zehner, Fünfziger, Hunderter, Fünfhunderter usw. wird ein Rechenpfennig auf der entsprechenden Linie oder im entsprechenden Spatium abgelegt. Weil fünf Rechenpfennige schon den Wert eines ins höhere Spatium zu legenden Rechenpfennigs haben, dürfen am Ende einer Rechnung auf einer Linie nie mehr als vier Rechenpfennige liegen, in einem Spatium höchstens ein Rechenpfennig, denn zwei haben schon den Wert eines auf die darüber befindliche Linie zu legenden Rechenpfennigs. Das eigentliche Rechnen erfolgt durch Auslegen, Verschieben oder Wegnehmen und Abzählen von Rechenpfennigen, analog zum Rechnen mit dem Abakus.
Ausführlich beschrieben hat Adam Ries das Verfahren in seinem Werk Rechnung auff der linihen (1518).
Als das älteste erhaltene Rechenbrett (zirka 300 v. Chr.) gilt die Salaminische Tafel im Nationalmuseum in Athen.